# Nupserha subabbreviata
Nupserha subabbreviata är en skalbaggsart som först beskrevs av Maurice Pic 1916.  Nupserha subabbreviata ingår i släktet Nupserha och familjen långhorningar. Inga underarter finns listade i Catalogue of Life.